# Haplophaedia aureliae
Haplophaedia aureliae е вид птица от семейство Колиброви (Trochilidae).

## Разпространение
Видът е разпространен в Еквадор, Колумбия, Панама и Перу.